# Санта-Крус (Аризона)
Санта-Крус (англ. Santa Cruz) — переписна місцевість (CDP) в США, в окрузі Пінал штату Аризона. Населення — 39 осіб (2020).

## Географія
Санта-Крус розташована за координатами 33°13′58″ пн. ш. 112°9′34″ зх. д. / 33.23278° пн. ш. 112.15944° зх. д. (33.232701, -112.159368).  За даними Бюро перепису населення США в 2010 році переписна місцевість мала площу 4,22 км², уся площа — суходіл.

## Демографія
Згідно з переписом 2010 року, у переписній місцевості мешкало 37 осіб у 13 домогосподарствах у складі 8 родин. Густота населення становила 9 осіб/км².  Було 13 помешкання (3/км²).
Расовий склад населення:
| - 97,3 % — корінних американців - 2,7 % — осіб інших рас |

До двох чи більше рас належало 0,0 %. Частка іспаномовних становила 8,1 % від усіх жителів.
За віковим діапазоном населення розподілялося таким чином: 21,6 % — особи молодші 18 років, 75,7 % — особи у віці 18—64 років, 2,7 % — особи у віці 65 років та старші. Медіана віку мешканця становила 24,8 року. На 100 осіб жіночої статі у переписній місцевості припадало 117,6 чоловіків;  на 100 жінок у віці від 18 років та старших — 107,1 чоловіків також старших 18 років.
Цивільне працевлаштоване населення становило 0 осіб. 